# KmPlot
KmPlot és un programa informàtic lliure que permet traçar funcions matemàtiques per aprendre les relacions entre aquestes i la seva representació gràfica en un sistema de coordenades. Forma part del paquet educatiu Kdeedu de l'entorn de finestres KDE i es distribueix sota la llicència GNU. Inclou un potent processador i permet traçar diferents funcions de forma simultània i combinar els seus elements per construir noves funcions.
KmPlot admet funcions amb paràmetres i funcions amb coordenades polars. Té diverses opcions de quadrícula disponibles. Els traçats es poden imprimir de forma molt precisa i correctament escalats. A més, proporciona algunes característiques numèriques i visuals com:.
- Omplir i calcular l'àrea entre el gràfic i el primer eix.
- Trobar els valors màxim i mínim.
- Canviar paràmetres de la funció dinàmicament.
- Dibuixar funcions derivades i integrals.